# Kuurne-Bruxelas-Kuurne de 2020
A 72.ª edição da clássica ciclista Kuurne-Bruxelas-Kuurne foi uma carreira na Bélgica que se celebrou a 1 de março de 2020 sobre um percurso de 201 quilómetros com início e final na cidade de Kuurne.
A carreira fez parte do UCI ProSeries de 2020, calendário ciclístico mundial de segunda divisão, dentro da categoria UCI 1.pro. O vencedor foi o dinamarquês Kasper Asgreen da Deceuninck-Quick Step seguido do italiano Giacomo Nizzolo da NTT e o noruego Alexander Kristoff da UAE Emirates.

## Equipas participantes
Tomaram parte na carreira 25 equipas: 18 de categoria UCI WorldTeam e 7 de categoria UCI ProTeam. Formaram assim um pelotão de 174 ciclistas dos que acabaram 136. As equipas participantes foram:
| Equipes WorldTeam (18)- AG2R La Mondiale - Astana - Bora-Hansgrohe - Bahrain McLaren - CCC Team - Cofidis - Deceuninck-Quick Step - EF Pro Cycling - Groupama-FDJ - Ineos - Israel Start-Up Nation - Lotto Soudal - Mitchelton-Scott - Movistar Team - NTT Pro Cycling - Team Sunweb - Trek-Segafredo - UAE Team Emirates Equipes ProTeam (7)- Alpecin-Fenix - B&B Hotels-Vital Concept p/b KTM - Bingoal-Wallonie Bruxelles - Circus-Wanty Gobert - Sport Vlaanderen-Baloise - Total Direct Énergie - Uno-X Norwegian Development |
| |

## Classificação final
- A classificação finalizou da seguinte forma:[3]

| \| Classificação geral \| Classificação geral \| Classificação geral \| Classificação geral \| Classificação geral \| \| Ciclista \| Ciclista \| Equipe \| Tempo \| \| \| ------------------- \| ------------------- \| ---------------------- \| ------------------- \| ------------------- \| \| 1. \| Kasper Asgreen \| Deceuninck-Quick Step \| 4h47m18s \| \| \| 2. \| Giacomo Nizzolo \| NTT Pro Cycling \| + 3s \| \| \| 3. \| Alexander Kristoff \| UAE Team Emirates \| + 3s \| \| \| 4. \| Fabio Jakobsen \| Deceuninck-Quick Step \| + 3s \| \| \| 5. \| Jasper Stuyven \| Trek-Segafredo \| + 3s \| \| \| 6. \| Hugo Hofstetter \| Israel Start-Up Nation \| + 3s \| \| \| 7. \| Sonny Colbrelli \| Bahrain McLaren \| + 3s \| \| \| 8. \| Ben Swift \| Team Ineos \| + 3s \| \| \| 9. \| Dries Van Gestel \| Total Direct Énergie \| + 3s \| \| \| 10. \| Jürgen Roelandts \| Movistar Team \| + 3s \| \| |                    |                        |          |
| |                    |                        |          |
| Fonte: ProCyclingStats |                    |                        |          |
| Classificação geral |                    |                        |          |
| Ciclista | Ciclista           | Equipe                 | Tempo    |
| 1. | Kasper Asgreen     | Deceuninck-Quick Step  | 4h47m18s |
| 2. | Giacomo Nizzolo    | NTT Pro Cycling        | + 3s     |
| 3. | Alexander Kristoff | UAE Team Emirates      | + 3s     |
| 4. | Fabio Jakobsen     | Deceuninck-Quick Step  | + 3s     |
| 5. | Jasper Stuyven     | Trek-Segafredo         | + 3s     |
| 6. | Hugo Hofstetter    | Israel Start-Up Nation | + 3s     |
| 7. | Sonny Colbrelli    | Bahrain McLaren        | + 3s     |
| 8. | Ben Swift          | Team Ineos             | + 3s     |
| 9. | Dries Van Gestel   | Total Direct Énergie   | + 3s     |
| 10. | Jürgen Roelandts   | Movistar Team          | + 3s     |

## UCI World Ranking
A Kuurne-Bruxelas-Kuurne outorgou pontos para o UCI World Ranking para corredores das equipas nas categorias UCI WorldTeam, UCI ProTeam e Continental. As seguintes tabelas são o barómetro de pontuação e os 10 corredores que obtiveram mais pontos:
| Posição             | 1.º | 2.º | 3.º | 4.º | 5.º | 6.º | 7.º | 8.º | 9.º | 10.º | 11.º | 12.º | 13.º | 14.º | 15.º | 16.º-29.º | 31.º-40.º |
| Classificação geral | 200 | 150 | 125 | 100 | 85  | 70  | 60  | 50  | 40  | 35   | 30   | 25   | 20   | 15   | 10   | 5         | 3         |

| Classificação |                    |                        |       |
| Posição       | Ciclista           | Equipa                 | Geral |
| ------------- | ------------------ | ---------------------- | ----- |
| 1.º           | Kasper Asgreen     | Deceuninck-Quick Step  | 200   |
| 2.º           | Giacomo Nizzolo    | NTT                    | 150   |
| 3.º           | Alexander Kristoff | UAE Emirates           | 125   |
| 4.º           | Fabio Jakobsen     | Deceuninck-Quick Step  | 100   |
| 5.º           | Jasper Stuyven     | Trek-Segafredo         | 85    |
| 6.º           | Hugo Hofstetter    | Israel Start-Up Nation | 70    |
| 7.º           | Sonny Colbrelli    | Bahrain McLaren        | 60    |
| 8.º           | Benjamin Swift     | INEOS                  | 50    |
| 9.º           | Dries Van Gestel   | Total Direct Énergie   | 40    |
| 10.º          | Jürgen Roelandts   | Movistar               | 35    |